# Rhinocricus hylophilus
Rhinocricus hylophilus är en mångfotingart som beskrevs av Chamberlin 1923. Rhinocricus hylophilus ingår i släktet Rhinocricus och familjen Rhinocricidae. Inga underarter finns listade i Catalogue of Life.